# Haberdashers' Adams

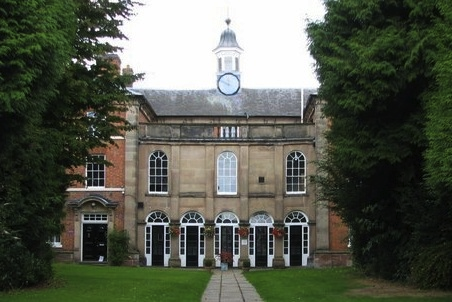
Adams' GS

Adams' Grammar School, aussi connu AGS, situé à Newport dans le Shropshire, est un lycée prestigieux  du Royaume-Uni . C'est l'héritier de la grande tradition scolastique où l'enseignement du latin et du grec ancien tient une place de choix dispensé par des professeurs d'excellente qualité, souvent auteurs de manuels scolaires de renom.[réf. nécessaire] En janvier 2018, elle devient l'Haberdashers' Adams, à cause de ses liens historiques avec la Worshipful Company of Haberdashers (en).